# The Hep Stars
The Hep Stars är ett musikalbum utgivet av den svenska popgruppen Hep Stars år 1966. 

## Låtlista

### A-sidan
| Nr | Låt                  | Musik                    | Text            | Längd |
| -- | -------------------- | ------------------------ | --------------- | ----- |
| 1  | No time              | Björn Ulvaeus            |                 |       |
| 2  | The Birds In The Sky | B. Bjärenäs              |                 |       |
| 3  | Consolation          | Benny Andersson          | Benny Andersson |       |
| 4  | Easy To Fool         | B. Öst - P. Himmelstrand |                 |       |
| 5  | Sound Of Eve         | Benny Andersson          |                 |       |

### B-sidan
| Nr | Låt                                  | Musik                             | Text          | Längd |
| -- | ------------------------------------ | --------------------------------- | ------------- | ----- |
| 1  | Isn't It Easy To Say                 | Benny Andersson                   | Björn Ulvaeus |       |
| 2  | Lady Lady                            | Benny Andersson                   |               |       |
| 3  | Last Night I Had The Strangest Dream | Ed McCurdy                        | Ed McCurdy    |       |
| 4  | Morning Comes After Night            | B. Bjärenäs                       |               |       |
| 5  | I've Said It All Before              | C. Arnold - D. Martin - G. Morrow |               |       |
| 6  | Wedding                              | B. Andersson - S. Hedlund         |               |       |